# Доњи Корићани (Кнежево)
Доњи Корићани су насељено мјесто у општини Кнежево, Република Српска, БиХ. Према попису становништва из 1991. у насељу је живјело 657 становника.

## Историја
Насеље Горњи Корићани се до рата у Босни и Херцеговини (1992-1995) у целини налазило у општини Травник.

## Становништво
| Демографија | Демографија | Демографија |
| Година      | Становника  | Становника  |
| ----------- | ----------- | ----------- |
| 1948.       | 524         |             |
| 1953.       | 611         |             |
| 1961.       | 685         |             |
| 1971.       | 608         |             |
| 1981.       | 588         |             |
| 1991.       | 657         |             |